# 台中市公車529路
台中市公車529路行駛自豐原轉運中心經社口、僑光科技大學到朝馬（黎明路），此路線大部份行駛於民生路和中正路。

## 歷史
- 2011年12月1日：移撥為臺中市公車，且西屯端點延駛至朝馬，原為公路客運6538路〈豐原-西屯〉。
- 2013年8月30日：增設「中山大同巷口」、「漢翔公司」兩站。
- 2013年9月30日：「大社」站更名為「岸裡國小」。
- 2013年11月17日：實施「逢甲大學城」撤站。
- 2013年12月25日：調整西屯區僑光科大地區行駛動線。「黎明光明路口」站位遷移至福星北路處（靠近西苑路）（預計1年日曆天後恢復原站位）。[2]
- 2015年4月17日：增停「黎明福科路口」。
- 2015年12月21日：「楓樹腳」更名為「楓樹腳（上楓國小）」。
- 2016年5月9日：增設「黎明僑大三街口」及「黎明福星北路口」；「黎明光明路口」更名為「福星北西苑路口」。
- 2016年5月31日：增設「廣福路261巷口」。
- 2016年10月16日：調整行駛路線至豐原東站，調整後將「和平街」、「豐原」站位裁撤，調整後路線名稱由「豐原－朝馬」變更為「豐原東站－朝馬」。[3]
- 2018年12月24日：朝馬平日發車由8:15調整為8:25。
- 2019年9月21日：配合豐原東站轉運中心興建施工，「豐原東站」下車地點調整至「豐原東站臨時下車站」站牌處(豐陽路150號旁)。
- 2019年10月1日：調整部分班次發車時刻。
- 2019年11月30日：調整部分班次發車時刻。
- 2020年8月1日：由中鹿客運接駛，並變更路線編號為529路，路線為「豐原轉運中心－朝馬」。[4]

## 路線基本資料
全程行車里數約16.1公里，全程行車時間約50分。往豐原轉運中心50站，往朝馬（黎明路） 50站。
自豐原轉運中心起，沿豐原區豐陽路、向陽路、中正路、神岡區中山路、民生路、大雅區民生路、民興街、中清東路、中山路、西屯區廣福路、黎明路、福星北路、福星路、黎明路到朝馬（黎明路）。(朝馬發車經臺灣大道、青海南街、上安路再接駛黎明路)

### 時刻表
- 時刻表僅供參考，請以中鹿客運網站公告為準。
- 時刻表更新時間為2025年3月15日。

| 台中市公車529路平/假日時刻列表 | 台中市公車529路平/假日時刻列表 | 台中市公車529路平/假日時刻列表 | 台中市公車529路平/假日時刻列表 |
| ------------------------------ | ------------------------------ | ------------------------------ | ------------------------------ |
| 豐原轉運中心開時刻             | 豐原轉運中心開備註             | 朝馬（黎明路）開時刻           | 朝馬（黎明路）開備註           |
| 06:35                          | -                              | 05:30                          | -                              |
| 09:05                          | -                              | 07:45                          | -                              |
| 15:55                          | -                              | 14:45                          | -                              |
| 18:30                          | -                              | 17:10                          | -                              |

### 收費
- 依里程計費；刷電子票證10公里免費。
- 里程計費說明：
  - 基本里程：8公里。
  - 基本里程票價全票20元、半票11元。
  - 超過基本里程（8公里）計費方式：
    - 全票=[2.431 x 搭乘里程數x (1+5%營業稅)] （四捨五入）
    - 半票=[2.431 x 搭乘里程數x (1+5%營業稅)] x 50% （四捨五入）

  - 兒童、老人、身心障礙者及其陪伴者依規定半票收費。

### 停站
- 參見右側站牌路線圖。
- 路線圖更新時間為2025年2月3日。